# 新伊萬尼夫卡 (北頓涅茨克區)
48°45′1″N 38°27′12″E / 48.75028°N 38.45333°E
新伊萬尼夫卡（烏克蘭語：Новоіванівка）是位於烏克蘭東部的村莊，由盧甘斯克州北頓涅茨克區的波帕斯納市鎮負責管轄。該村始建於1900年，面積5.3平方公里，海拔高度161米，2001年人口807。